# ستيفن إل. بينيت
ستيفن إل. بينيت (بالإنجليزية: Steven L. Bennett)‏ هو ضابط أمريكي، ولد في 22 أبريل 1946 في فلسطين في الولايات المتحدة، وتوفي في 29 يونيو 1972 في فيتنام بسبب قتل في المعركة.